# Pennabilli
Pennabilli – miejscowość i gmina we Włoszech, w regionie Emilia-Romania, w prowincji Rimini.

## Demografia
Według danych na styczeń roku 2012 gminę zamieszkiwało 3 006 osób a gęstość zaludnienia wynosiła 43,2 os./km².